# Marcia Cristina de Menezes
Marcia Cristina de Menezes (Bela Vista do Paraíso, 30 de setembro de 1967) é uma atleta paralímpica brasileira de levantamento de peso.

## Biografia
A atleta contraiu poliomielite na infância, o que resultou na paralisia de sua perna direita. Em 2009, ela iniciou sua jornada no halterofilismo, dedicando-se inteiramente ao esporte. Em Dubai 2014, conquistou a primeira medalha do Brasil nessa modalidade em Campeonatos Mundiais. Nos Jogos Paralímpicos de Londres 2012, competiu pela primeira vez, alcançando a sexta posição. Além disso, participou também dos Jogos do Rio 2016. Ela também participou do Mundial de Helterofilismo de 2017, que aconteceu no Ginásio Olímpico Juan de la Barrera, na Cidade do México.
A atleta ganhou medalha de ouro na Copa do Mundo de Halterofilismo em Dubai 2022. Ela ficou em 4º lugar no Open das Américas na mesma categoria do mesmo ano, onde ela levantou 114 kg. Em 2023 ela foi convocada para fazer parte da seleção brasileira que competiu no  Mundial de Halterofilismo Paralímpico em Dubai.

## Títulos
Mundial de Halterofilismo
- Bronze: 2014 (Dubai)[1]

Jogos Parapan-Americanos
- Bronze: 2015 (Toronto)[1]

Copa do Mundo de Halterofilismo
- Prata: 2016 (Malásia)[1]
- Ouro: 2022 (Dubai)[1]